# 神吉李花
神吉 李花（かみよし りか、9月16日 - ）は、日本の漫画家・イラストレーター。女性。岡山県出身。2014年までのペンネームは神吉。

## 経歴・特徴
雑誌『ファンロード』への投稿を経て、ラグナロクオンラインを始めとするコンピュータゲームのアンソロジー、二次元ドリームノベルズ（キルタイムコミュニケーション）の挿し絵などで活動。『月刊ComicREX』（一迅社）2006年2月号から12月号まで読者コーナーのイラストを担当、ウェブコミック配信サイト『FlexComixネクスト』で活動した。
『うる星やつら』のラムちゃんや『ミンキーモモ』のかわいらしさに衝撃を受けて女の子を描き始めたという。尊敬する漫画家は、高橋留美子・高河ゆん。『トップをねらえ』や、ディスニー映画の影響を受けているという。一緒にいてほっとするような抱擁感のある女の子を表現し、女の子が幸せそうに感じられるように描いているという。
2015年に「神吉」から「神吉李花」に改名した。

## 同人活動
個人サークル「GALVAS」で同人活動を行っている。ジャンルは主に創作・ラグナロクオンライン系。

## 作品リスト

### 漫画
「神吉」名義
- 『まじょま witch×maniac』 （2007年 - 2008年、『月刊少年ブラッド』→『FlexComixネクスト』連載、全2巻）
- 『セイクリッドブレイズ』 （2009年9月26日発売[5]、原作：フライト・プラン、アスキー・メディアワークス『電撃「マ）王』連載、電撃コミックス、ISBN 978-4-04868-112-4）
- 『戦極姫 〜PRINCESS OF WAR MASTER〜』 （2009年 - 2013年、原作：システムソフト・アルファー、『FlexComixネクスト』→『COMIC メテオ』連載、全5巻）
- 『戦極姫 どっかーん!』 （2013年 - 2014年、原作：システムソフト・アルファー、『COMIC メテオ』連載、全2巻）
- 『さざなみチェリー』 （2011年10月20日発売[6]、一迅社『わぁい!』連載、〈IDコミックス わぁい！コミックス〉、ISBN 978-4-75801-243-0）
- 『キミに性悪戯』 （2014年6月25日発売[7]、マックス『COMICポプリクラブ』・『マジ美少女1000％』ほか掲載、〈ポプリコミックス〉、ISBN 978-4-86379-322-4）

「神吉李花」名義
- 『高1ですが異世界で城主はじめました』 （2015年 - 、原作：鏡裕之、『コミックHJ文庫』→『コミックファイア』連載、既刊6巻）
- 『食いしん坊エルフ』 （2020年 - 、原作：なっとうごはん、『comicコロナ』連載、TOブックス〈コロナ・コミックス〉、既刊1巻）
  1. 2021年8月2日発売[8]、ISBN 978-4-86699-294-5

### 装画・挿絵
「神吉李花」名義
- 『水魔法なんて使えないと追放されたけど、水が万能だと気がつき水の賢者と呼ばれるまでに成長しました〜今更水不足と泣きついても簡単には譲れません〜』（2023年[9] - 、著：空地大乃、一二三書房〈サーガフォレスト〉、既刊2巻）
- 『全力!スター★ガール〜オーディションはサバイバル!?〜』（2022年6月24日発売[10]、著：野々村花、集英社〈集英社みらい文庫〉、ISBN 978-4-08-321725-8）

### イラスト参考書
「神吉」名義
- 『萌えキャラの上手な描き方』 （2008年10月発売、共著、誠文堂新光社〈漫画の教科書シリーズ〉、ISBN 978-4-41660-847-0）
- 『萌えミニキャラの上手な描き方』 （2011年6月15日発売[11]、共著、誠文堂新光社〈漫画の教科書シリーズ〉、ISBN 978-4-41661-113-5）

「神吉李花」名義
- 『ビギナーのためのLive2Dテクニックガイド』 （2016年6月25日発売[12]、工学社〈I・O BOOKS〉、ISBN 978-4-77751-957-6）

### Live2Dキャラクター
「神吉李花」名義
- にじさんじ所属バーチャルライバー『鈴木勝』